# Marisma interior

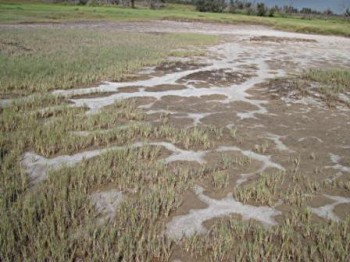
Salinas en una marisma interior en el Refugio Nacional de Vida Silvestre Quivira en Kansas.

Una marisma de interior o salar es una marisma de agua salada situada alejada de la costa. Se forma y se mantiene en áreas endorreicas o cuando brota agua subterránea cargada de sales, especialmente cloruros. Su vegetación está dominada por comunidades de plantas halófilas.
Los impactos antropogénicos sobre los saladares han disminuido su ya baja cobertura global y han llevado a su clasificación como G1: ecosistemas en peligro crítico.